# Анђео Звиздовић
Фра Анђео Звиздовић (или Звјездовић; данашње Ускопље, 1420 — Фојница, 7. јуни 1498) је био свештеник, фрањевац и управник Босанске фрањевачке кустодије.
Рођен је на Звиздама изнад данашњег Ускопља па од тога долази презиме Звиздовић. Анђео Звиздовић је 28. маја 1463. године од султана Мехмеда II Освајача испословао Ахд наму. Имао је два брата Милутина и Домша.
Једна улица у Ускопљу носи његово име, као и једна улица у самом средишту Сарајева.
У Фрањевачкому реду се целива као блаженик. Слави се 7. јуна.